# Anna-Kaisa Ikonen
Anna-Kaisa Ikonen, född 4 april 1977 i Tammerfors, är en finländsk politiker (Samlingspartiet). Hon är Finlands kommun- och regionminister sedan 2023. Hon har varit Tammerfors borgmästare 2013–2017 och 2021–2023 samt ledamot av Finlands riksdag 2019–2021 och sedan 2023.
Ikonen blev invald i riksdagen i riksdagsvalet 2019 med 9 101 röster från Birkalands valkrets. Hon gjorde comeback i riksdagen i riksdagsvalet 2023 med 11 428 röster från Birkalands valkrets.